# 东焦街道
东焦街道，是中华人民共和国河北省石家庄市新华区下辖的一个乡镇级行政单位。

## 行政区划
东焦街道下辖以下地区：
中华绿园社区、永泰街社区、铁路宿舍社区、红军大街社区、永泰中街社区、中华北大街社区和市庄村。